# Zeynep Koçak
Zeynep Koçak (* 27. August 1983 in Ankara) ist eine türkische Schauspielerin, Regisseurin und Drehbuchautorin.

## Leben und Karriere
Koçak wurde am 27. August in Ankara geboren. Sie besuchte das TED Ankara Koleji. Später studierte sie an der Çankaya-Universität. Ihr Debüt gab sie 2009 in dem Film Neşeli Hayat. 2010 spielte sie in Çok Filim Hareketler Bunlar mit. Außerdem fungierte sie 2016 als Drehbuchautorin in der Serie Etkileyici. 
Im selben Jahr bekam sie in dem Film Küçük Esnaf die Hauptrolle. Anschließend schrieb sie 2022 in Sadece Arkadaşız das Drehbuch.

## Filmografie
Filme
- 2009: Neşeli Hayat
- 2010: Çok Filim Hareketler Bunlar
- 2016: Küçük Esnaf

Serien
- 2008–2011: Çok Güzel Hareketler Bunlar
- 2016: Etkileyici
- 2022: Sadece Arkadaşız